# Le Poiré-sur-Velluire
Le Poiré-sur-Velluire foi uma comuna francesa na região administrativa da Pays de la Loire, no departamento de Vendéia. Estendia-se por uma área de 16,95 km². Em 2010 a comuna tinha 1 404 habitantes (densidade: 82,8 hab./km²).
Em 1 de janeiro de 2019, passou a formar parte da nova comuna de Les Velluire-sur-Vendée.